# Richard Yates
Richard Yates (1926-1992) va ser un escriptor nord-americà que va destacar pel seu retrat del desencís estatunidenc dels anys 50. Es va dedicar a escriure novel·les, feina que compaginava amb el periodisme i l'ensenyament universitari. Va estar durant uns anys servint a l'exèrcit. La seva fama en vida va ser irregular però va ser reconegut pòstumament com un dels grans narradors del seu país.

## Obres
- Revolutionary Road (1961): narra la descomposició d'un matrimoni amb visions del món oposades, va saltar a la fama per l'adaptació cinematogràfica
- Eleven Kinds of Loneliness (1962) (contes): les històries se centren en membres de la classe mitjana i els seus somnis
- A Special Providenc (1969): explica la vida d'un soldat i artista fracassat
- Disturbing the Peace (1975): la novel·la segueix la vida d'un alcohòlic amb problemes mentals que busca fer una pel·lícula
- The Easter Parade (1976): narra la vida de dues germanes que busquen debades la felicitat de diferents maneres, una a través del matrimoni i la vida condicional i l'altra a través de la vida lliure i intel·lectual
- A Good School (1978): ambientada en l'adolescència i centrada en el despertar sexual
- Liars in Love (1981) (contes)
- Young Hearts Crying (1984)
- Cold Spring Harbor (1986)
- The Collected Stories Of Richard Yates (2001)